# Robespierre gilotynuje kata po zgilotynowaniu wszystkich Francuzów

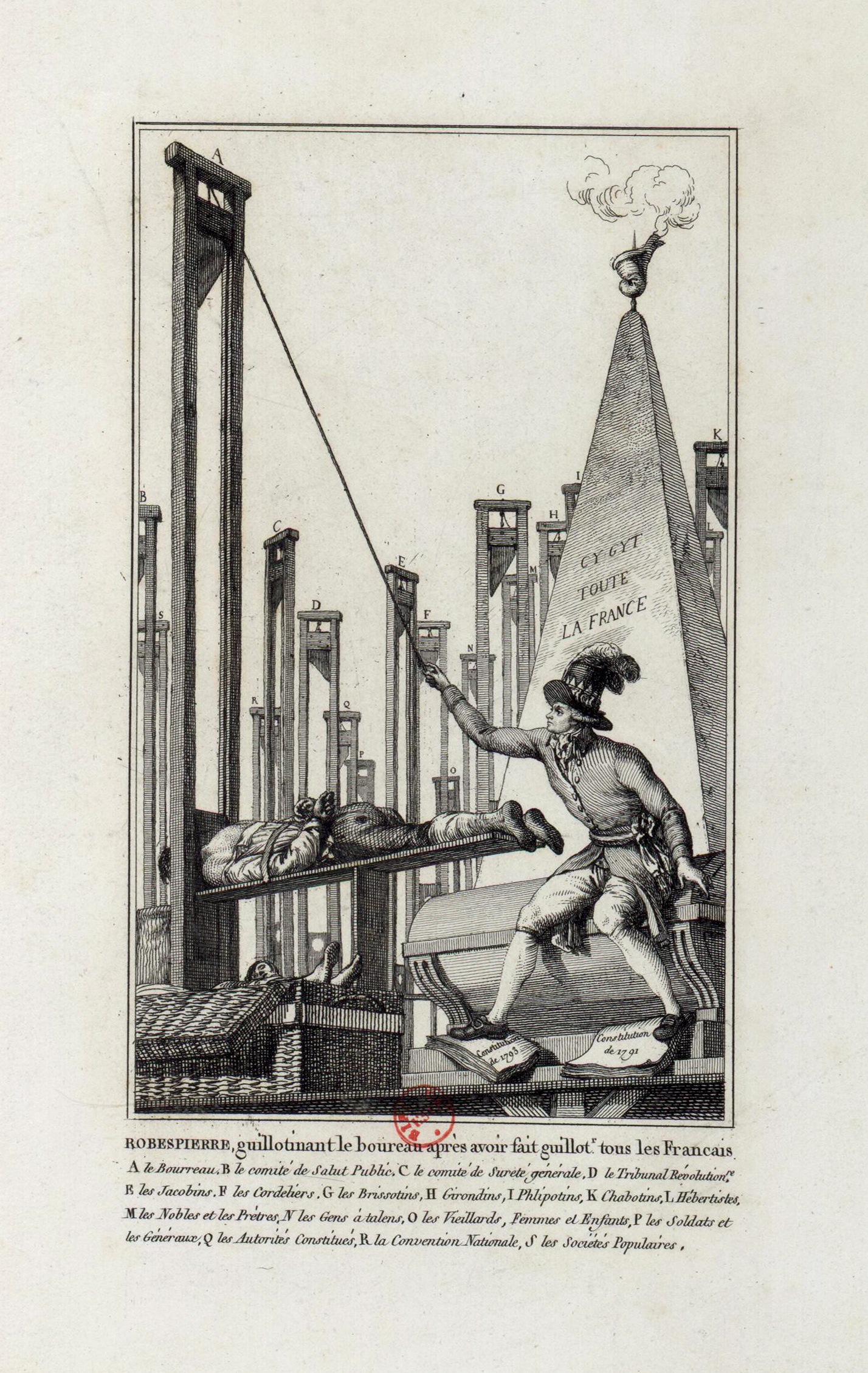
Robespierre gilotynuje kata po zgilotynowaniu wszystkich Francuzów

Robespierre gilotynuje kata po zgilotynowaniu wszystkich Francuzów (fr. Robespierre guillotinant le bourreau après avoir fait guillotiner tous les Français) – francuska rycina która pojawiła się w 1794 roku, po obaleniu dyktatury jakobinów i ich przywódcy Maximiliena de Robespierre’a w czasie rewolucji francuskiej (1789–1799). 

## Opis
Autorstwo ryciny przypisuje się karykaturzyście Hercy’emu, nie wiedząc tak naprawdę, kim on jest ani jakie inne prace mógł stworzyć. Niemniej jednak pozostaje jedną z najsłynniejszych ilustracji okresu termidoriańskiego, którą można znaleźć w wielu książkach traktujących o rewolucji i terrorze. Można przypuszczać, że została ona opublikowana w ówczesnych gazetach i wylepiona na murach Paryża.
Przed lasem osiemnastu gilotyn Robespierre, depcząc konstytucje z 1791 i 1793 roku (która zniosła karę śmierci, lecz nie weszła w życie), prawą dłonią trzyma linę, która ma spowodować upadek ostrza przecinającego kark skrępowanego skazańca, pod którym widoczny jest kosz wypełniony trupami. Opis wyjaśnia znaczenie liter nad każdą gilotyną: A – kat, B – Komitet Ocalenia Publicznego, C – Komitet Bezpieczeństwa Powszechnego, D – Trybunał Rewolucyjny, E – Jakobini, F – Kordelierzy, G – Brissotyści, H – Żyrondyści, I – Pliponiści, K – Chabotyni, L – Hebertyści, M – szlachta i kapłani, N – ludzie utalentowani, O – starcy, kobiety i dzieci, P – żołnierze i generałowie, Q – konstytucyjne władze, R – Konwent Narodowy, S – kluby polityczne. Na obelisku zwieńczonym odwróconą i postrzępioną czapką wolności, znajduje się epitafium o treści „Tu spoczywa cała Francja”.
Gilotyny mają przesadnie wydłużony kształt, a ich liczba i ustawienie w nieskończonej perspektywie nadają im quasi-industrialny rytm seryjnych egzekucji. Są potępione jako urządzenia grozy, ale to Robespierre na pierwszym planie uruchamia mechanizm. Autor ryciny potwierdza w ten sposób polityczną stawkę takiego urządzenia, prostego wykonawcy ludzkiej woli. Potępia szaleństwo człowieka i całego narodu, który w wymogu rewolucyjnej jedności dochodzi do absurdu. Dlatego potępia się nie tyle gilotynę, ile człowieka i władzę, która ją uruchamia. Mechaniczny porządek tych dekapitacji, potencjalnie zwielokrotniony w nieskończoność, świadczy o radykalizmie żądania jedności, który wykracza poza zdrowy rozsądek. Zgilotynowanie kata przez Robespierre’a po zgilotynowaniu wszystkich Francuzów wieńczy przedsięwzięcie definitywnym sukcesem, który przede wszystkim wyraża jego niezmierną absurdalność.